# Abdelkader Retnani
Abdelkader Retnani (en arabe : عبدالقادر الرتناني), né le 31 juillet 1945 à Casablanca où il meurt le 14 novembre 2023, est un dirigeant sportif et éditeur marocain. 
Il est spécialisé dans l'édition de beaux livres, couvrant un ensemble de sujets allant de l'architecture berbère à la faune marocaine en passant par le cigare cubain.
Il est président du Raja Club Athletic du 11 décembre 1984 à juillet 1989.

## Biographie
Éditeur depuis 1980, un des plus anciens à publier en langue française au Maroc, Abdelkader Retnani se bat pour une politique de la promotion du livre au Maroc, convaincu que tout commence à la base indiquant qu'un enfant va évoluer : « soit il aura un rejet, soit il aura un amour pour le livre » .
Abdelkader Retnani édite une soixantaine de titres sur le patrimoine marocain, et au total plus de 600 livres en arabe et en français au catalogue et 1 800 000 exemplaires, dont plus de 1 500 000 vendus.
L’éditeur est membre depuis 1992 du Conseil d’administration du CAFED (Centre africain de formation des éditeurs et libraires) situé à Tunis. Il est organisateur et président du Congrès international des études francophones sous l’égide du roi Hassan II. Il est aussi ancien secrétaire général de l’Association des éditeurs africains francophones.
Abdelkader Retnani est le président fondateur de l'Association marocaine des professionnels du livre (AMPL). Il dirige également les Éditions La Croisée des chemins succédant aux Éditions Eddif. Il est consultant auprès des organismes internationaux, dont l’Agence intergouvernementale de la francophonie et l’Unesco. 
À partir de février 2015, il est président de l'union des éditeurs du Maroc.
Le 10 novembre 2015, il lance la première rentrée littéraire officielle au Maroc en partenariat avec le ministère national de la Culture qui sera célébrée dans toutes les délégations du ministère et en collaboration avec les douze instituts français au Maroc et les délégations des conseils régionaux des droits de l'homme ainsi que les médias marocains.
En novembre 2021, Abdelkader Retnani porte plainte pour l'utilisation de la Croisée des chemins pour le site d'Éric Zemmour.

### Parcours sportif
Ancien dirigeant du Raja Club Athletic (en arabe : نادي الرجاء الرياضي) depuis les années 1980, Abdelkader Retnani est le président fondateur de la section Raja Natation de 1984 à 1988[pas clair].. Il est également président de la section du football du Raja CA. Il remporte avec le club son premier titre de Champion du Maroc en 1988 et la Ligue des champions africaine en 1989.

## Distinctions
En 1993, Abdelkader Retnani est décoré par le roi Hassan II du Ouissam alaouite. Il est ancien membre du Comité exécutif du Conseil International des études francophones qui regroupe des universitaires d’Amérique du Nord. En mai 2011, la Société Académique d’Education et d’Encouragement à Paris lui accorde une médaille d’argent. Le 18 juin 2013, il est nommé officier de la Légion d’honneur,.